# 俄罗斯帝国警察部
俄罗斯帝国警察部于 1810 年在亚历山大一世政府改革过程中成立，一直存在到 1819 年。

## 警察部的设立目的
- 确保征兵工作顺利开展；
- 保护国家粮食储备；
- 海关监管；
- 罪犯徭役；
- 维护通信的可用性和安全性；
- 此外，该部应对在俄外国人进行公开或秘密的监视并履行审查职能。

鉴于分配给该部的职能的重要性，该部已经发展起来，并与关于建立各部的政令同时公布了警察部长的设立和命令，这成为其组织和活动的规范基础。它的一个组成部分是警察部长的特殊责任的规则。在不可抗力的情况下（没有给出不可抗力的定义和条件），警察部长可以绕过军事部长，直接向各团的指挥官下达命令，要求执行军队的命令。部委总章程的特别条款规定，如果部长的行动符合总体安全的要求，则可免除其越权的责任。
除保护内部安全外，警察部有权监督各部对所有法律的最终执行情况。警察部长有权绕过相应的部委，要求所有地方机构提供数据。有关各部地方机构活动的法令和通知被送到各省，由警察部的官员通过警察监督其遵守情况。警察与行政系统分开，高于行政系统，监督其活动。这种命令在财政部的编制中已经确定，其中规定，分配给省级地方机构的款项的使用应在警察部的监督下进行。

## 部门领导
第一任警察部长是皇帝亚历山大一世的副官亚历山大-巴拉绍夫，他从1812年俄法战争开始就被任命到前线军队，执行皇帝特别重要的任务，包括与拿破仑谈判。谢尔盖-维亚兹米季诺夫直到1819年是代理和实际的警察部长，他在过去是第一任陆军部长。在领导警察部的同时，他也是圣彼得堡的战争总督。根据同时代人的证词，如果没有S.K.维亚兹米季诺夫的经验和仁慈，在彼得堡（1812年）会有多少无用的猜疑受害者。

## 部门结构
部由三个部门组成：
- 经济警察司。该部门的权限包括控制城市供应的遵守情况，尤其是圣彼得堡和莫斯科、制止投机取巧以及监督监狱和济贫院。
- 行政警察司。该司是在俄罗斯帝国内务部国事远征（ Экспедиции государственного благоустройства ）的基础上成立的。部门由三个部门组成。
  - 第一科为各种警察部门招募工作人员，收集统计数据，登记事件、出生和死亡的事实，采用何种特殊形式的账户。
  - 第二科开展刑事案件侦查监督和审判事务监督，监督公安机关执行审判工作。
  - 第三科受托推动组织开展各省普查工作。逃兵的捕获和其他问题也分配给它，以维持民兵。
- 医务司主管卫生监督工作，组织防疫工作，药品供应。
- 已经其他部门办公室

## 废除
大部分有影响力的国家和公众人物对警察部的设立表示不满。尼古拉·卡拉姆津 (Nikolai Karamzin)嘲笑说，当他注意到内政部的过度复杂性时，已经实现了中央机构的下一次重组，并创建了如此复杂且对俄罗斯人来说不清楚的警察部。不可理解的地方在于，首先，赋予警察部监督其他部委的地方机构的权利，使它仿佛凌驾于地方机构之上。警察部的运作实践证明，它的设立并没有取得预期的效果，反而使地方机构的互动变得复杂和混乱。
在对警察机构进行审计后，皇帝确信警察管理部门的弱点。对该部的清算是预先确定的。维克多-科丘贝在1819年再次被任命为内务部部长，他向沙皇证明了将警察管理的职能归还给内务部和清理不受欢迎的警察部的必要性。谢尔盖-维亚兹米季诺夫去世后，没有任命新的部长。该部的管理权暂时移交给了部长委员会主席，警察部长特别办公室的经理亲自向沙皇报告他的活动。
废除警察部并将其职能移交给内务部，被帝国大多数高级官员认为是正确的决定。但在尼古拉一世皇帝执政之初，再次讨论了设立警察部的问题。

## 部长名单
- 亚历山大·巴拉肖夫 1810 – 1812
- 谢尔盖·维亚兹米季诺夫 1812 – 1819
- 亚历山大·巴拉索夫 1819

## 也可以看看
- 公共安全和秩序保卫部
- 俄罗斯警察，当代俄联邦警察
- 警察局，前沙皇警察
- 独立宪兵团
- 俄联邦内务部
- 安东德维尔